# موزه بین‌المللی جاسوسی

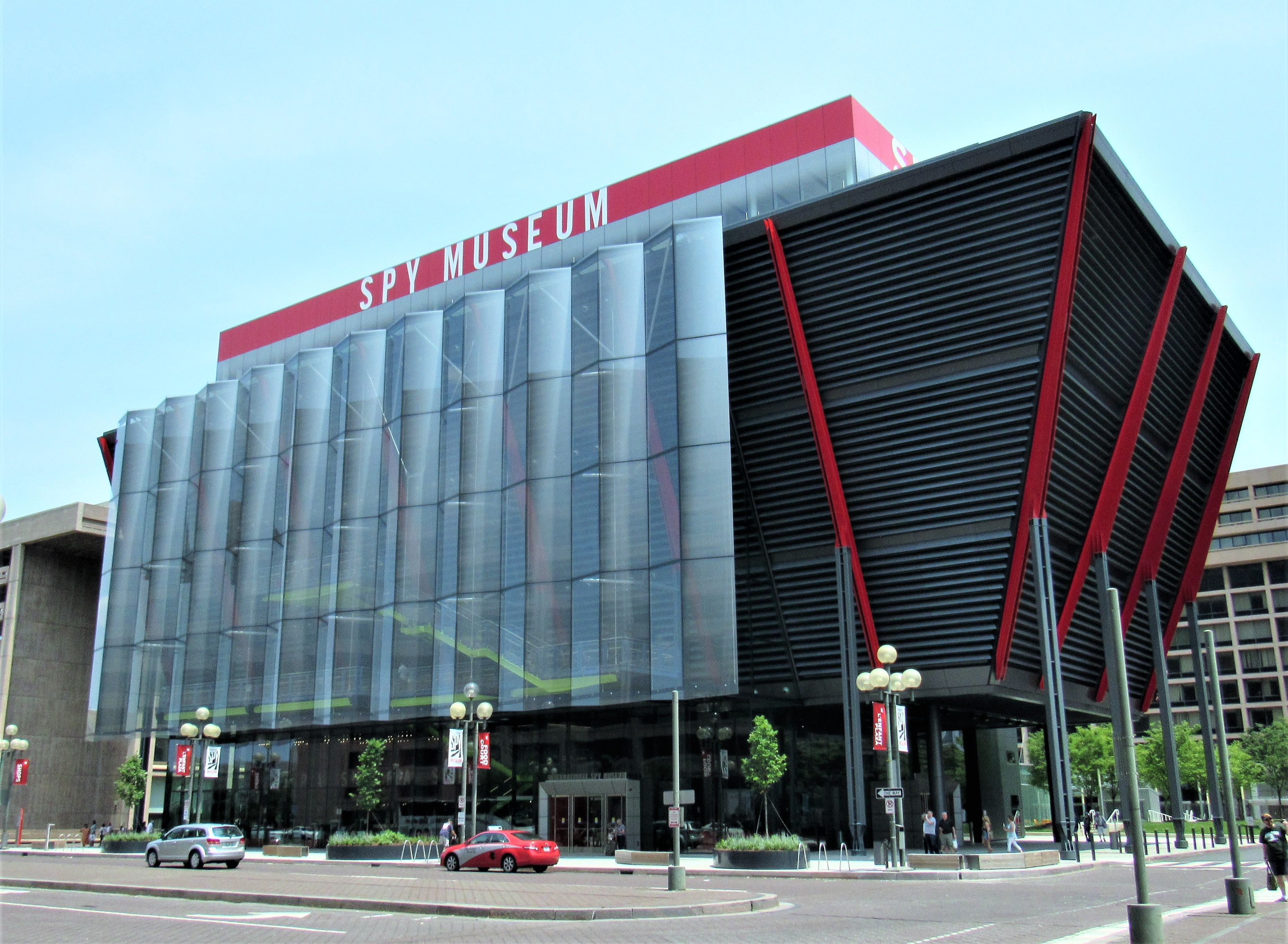
موزه بین‌المللی جاسوسی

موزه بین‌المللی جاسوسی یک موزه خصوصی غیرانتفاعی است که به تجارت، تاریخ و نقش معاصر جاسوسی اختصاص دارد و بزرگترین مجموعه آثار باستانی جاسوسی بین‌المللی را در حال حاضر در معرض دید عموم قرار داده‌است. این موزه در سال ۲۰۰۲ در محله پن کوارتِر واشینگتن دی سی افتتاح شد و در سال ۲۰۱۹ به L'Enfant Plaza منتقل شد.